# 3104 Dürer
För andra betydelser, se Dürer (olika betydelser).
3104 Dürer eller 1982 BB1 är en asteroid i huvudbältet som upptäcktes den 24 januari 1982 av den amerikanske astronomen Edward L.G. Bowell vid Anderson Mesa Station. Den är uppkallad efter den tyske konstnären Albrecht Dürer.
Asteroiden har en diameter på ungefär 16 kilometer.